# Зачепилівський історико-краєзнавчий музей

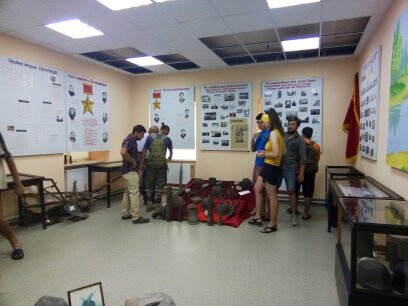

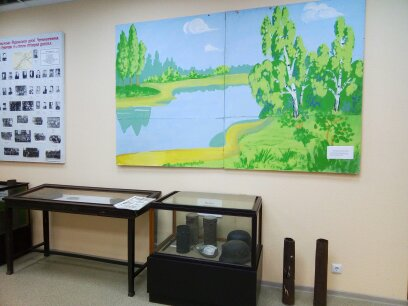

Зачепилівський історико-краєзнавчий музей — краєзнавчий музей при Зачепилівській центральній районній бібліотеці, який був створений у 2000 році. Розташований у смт Зачепилівка Харківської області..

## Історія
Ідея створення музею на Зачепилівщині належала Валентині Вождаєнко, колишній завідувачці відділом культури Зачепилівської РДА, та краєзнавцю Юрію Буланову.
У 2000 році була відкрита музейна кімната при Зачепилівській центральній районній бібліотеці. Фонд музею постійно попонювався зпадяки мешканцям району.

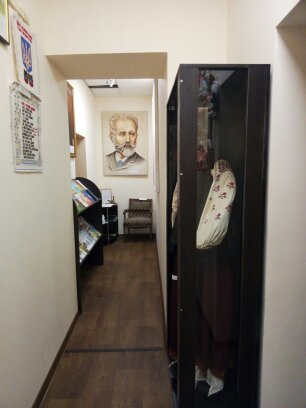

У 2016 році за сприяння народного депутата України Анатолія Гіршфельда було проведено капітальний ремонт музею. у 2018 році було завершено ремонт трьох кімнат, які були додатково виділені для музею.
Наразі хранителькою музею є Наталія Халаїм.

## Експозиція

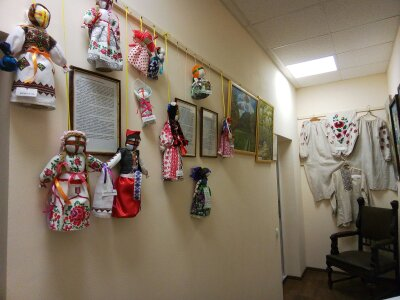

у музеї налічується 4 кімнати, кожна з яких присвячена різній тематиці.
Перша зала присвячена подіям Другої світової війни, участі жителів Зачепилівщині у ліквідації аварії на Чорнобильській АЕС та в російсько-українській війні. Також є виставки, які висвітлюють Героїв Радянського Союзу та партизан серед зачепилівців.
У другій залі єкспозиція присвячена історії заселення району та заснування Зачепилівки, у якій знаходяться стенди із старожитностями (сорочками, рушниками, глечиками, знаряддями праці).
Третя кімната присвячена радянському періоду історії.

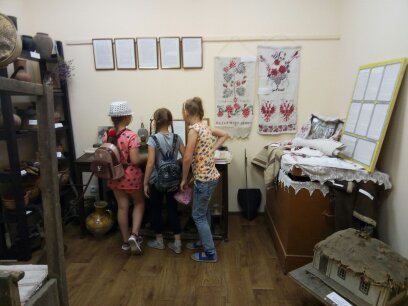

У четвертій кімнаті представлена творчість зачепилівських художників, майстринь-вишивальниць, поетів, письменників. Окрема частина експозиції відведена перебуванню Петра Чайковського на Зачепилівщині.

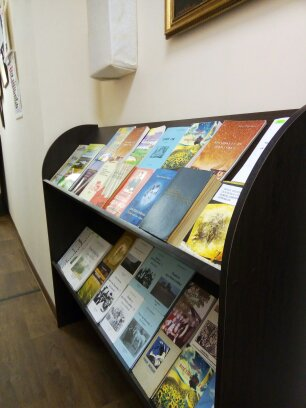

ГАЛЕРЕЯ Зачепилівського історико-краєзнавчого музею